# Tron

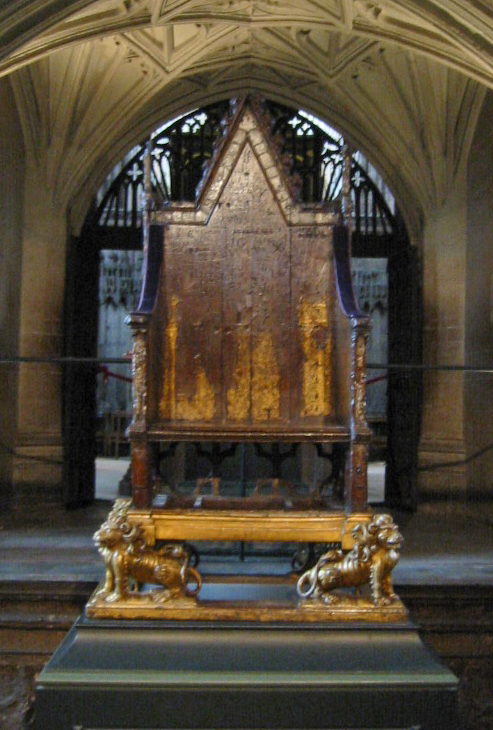
Tronul lui Eduard I al Angliei - tronul monarhiei britanice

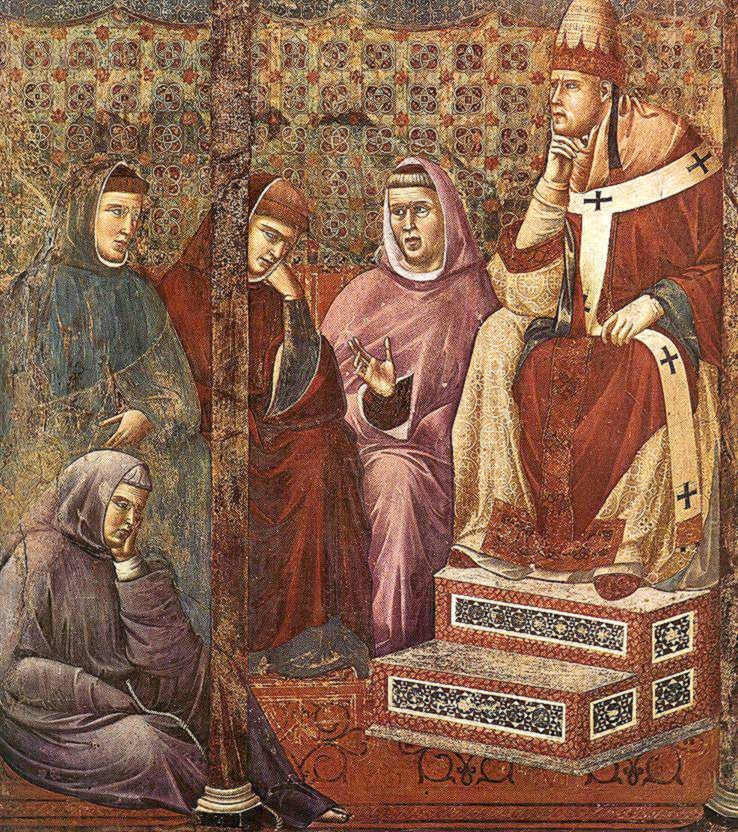
Tronul papei Honorius al III-lea.

Un tron este scaunul oficial sau scaunul pe care un monarh este așezat în timpul ceremoniilor sau al afacerilor de stat. Tronul, într-un sens abstract, se poate referi și la monarhie sau Coroana în sine, și este, de asemenea, utilizat în diferite expresii și termeni, cum ar fi puterea din spatele tronului. 

## Antichitate
Reprezentarea monarhilor și a zeilor așezați pe scaune era o temă comună în iconografia Orientului Apropiat antic.
Cuvântul tron provine din limba greacă θρόνος (thronos), (cu sensul de scaun, nu avea neapărat conotații ale puterii). Expresia timpurie în greacă Διὸς θρόνους (Dios thronous) era un termen cu sensul de sprijinul cerului. Aheii, (potrivit lui Homer), amplasau mai multe tronuri în palatele regale și în temple, astfel încât zeii să se poată așeza pe ele atunci când doreau. Cel mai renumit era tronul lui Apollo din Amyclae. Romanii au avut, de asemenea, două tipuri de tronuri- unul pentru împărat și altul pentru zeița Roma, statuile erau așezate pe tron și au devenit centre de cult. 

## Creștinism
Cathedra (latină) sau kathedra (greacă) era tronul pe care stătea un episcop.